# Kreis Sondershausen
| Basisdaten                               | Basisdaten                                         |
| ---------------------------------------- | -------------------------------------------------- |
| Bezirk der DDR                           | Erfurt                                             |
| Kreisstadt                               | Sondershausen                                      |
| Fläche                                   | 598 km² (1989)                                     |
| Einwohner                                | 53.806 (1989)                                      |
| Bevölkerungsdichte                       | 90 Einwohner/km² (1989)                            |
| Kfz-Kennzeichen                          | F und L (1953–1990) LW (1974–1990) SDH (1991–1995) |
|                                          |                                                    |
| Der Kreis Sondershausen im Bezirk Erfurt |                                                    |

Der Kreis Sondershausen war ein Landkreis im Bezirk Erfurt der DDR. Von 1990 bis 1994 bestand er als Landkreis Sondershausen in Thüringen fort. Sein Gebiet liegt heute zum größten Teil im Kyffhäuserkreis in Thüringen. Der Sitz der Kreisverwaltung befand sich in Sondershausen.

## Geographie

### Lage
Der Kreis Sondershausen lag im mittleren Norden des Bezirkes Erfurt, am Nordrand des Thüringer Beckens und wurde von der Hainleite und Windleite durchzogen. Der größte Teil des Kreisgebietes befand sich im Einzugsgebiet der Wipper und Helbe, ein sehr kleiner Teil nördlich von Badra auch im Einzugsgebiet der Helme. Alle drei stellen Teileinzugsgebiete der Unstrut dar, obwohl letztere das Kreisgebiet nicht berührte.

### Wichtigste Orte
Die bedeutendsten Orte neben der Kreisstadt Sondershausen waren die Städte Ebeleben, Greussen mit Clingen und Großenehrich sowie die Gemeinden Großfurra, Schernberg und Topfstedt.

### Nachbarkreise
Der Kreis Sondershausen grenzte im Norden beginnend an den Kreis Nordhausen, im Nordosten an Sangerhausen, im Osten an Artern, im Südosten an Sömmerda, im Süden an Langensalza, im Südwesten an Mühlhausen und im Westen an Worbis.

## Geschichte
Am 25. Juli 1952 kam es in der DDR zu einer umfangreichen Verwaltungsreform, bei der unter anderem die Länder der DDR ihre Bedeutung verloren und neue Bezirke eingerichtet wurden. Der damalige Landkreis Sondershausen gab folgende Ortschaften ab:
- an den Kreis Mühlhausen: Kleinkeula, Menteroda, Urbach, Grossmehlra, Obermehler, Körner, Schlotheim, Mehrstedt, Hohenbergen
- an den Kreis Artern gingen: fast der gesamte Teil des ehemaligen Fürstentums Schwarzburg - Rudolstadt, Unterherrschaft Frankenhausen (Landratsamt Frankenhausen) mit den Ortschaften: Borxleben, Ichstedt, Udersleben, Ringleben, Esperstedt, Frankenhausen, Seehausen, Steinthaleben, Rottleben, Göllingen, Seega und Günserode und die einst Sachsen-Weimar-Eisenacher Exklave Oldisleben

Der Kreis Sondershausen bekam dagegen
- vom Landkreis Nordhausen die Ortschaften Grossberndten, Kleinberndten und Friedrichsrode
- vom Landkreis Weissensee die Ortschaften Niedertopfstedt, Obertopfstedt und Oberbösa.
- vom Landkreis Worbis über Umwege die Ortschaft Zaunröden

Aus dem verbleibenden Kreisgebiet wurde der Kreis Sondershausen mit Sitz in Sondershausen gebildet. Der Kreis wurde dem neugebildeten Bezirk Erfurt zugeordnet.
Am 17. Mai 1990 wurde der Kreis in Landkreis Sondershausen umbenannt. Anlässlich der Wiedervereinigung der beiden deutschen Staaten wurde der Landkreis im Oktober 1990 dem wieder gegründeten Land Thüringen zugewiesen. Bei der Kreisreform in Thüringen ging er am 1. Juli 1994 mit Ausnahme der Gemeinde Zaunröden im Kyffhäuserkreis auf. Zaunröden kam zum Unstrut-Hainich-Kreis.

### Einwohnerentwicklung
| Jahr      | 1960   | 1971   | 1981   | 1989   |
| Einwohner | 58.591 | 59.141 | 55.045 | 53.806 |

## Gemeinden
Zum Kreis Sondershausen gehörten die folgenden Gemeinden:
| - Abtsbessingen - Allmenhausen - Badra - Bellstedt - Bendeleben - Berka - Bliederstedt 1 - Clingen 2 - Ebeleben, Stadt - Feldengel - Freienbessingen - Friedrichsrode - Frömmstedt 3 | - Greußen 2 - Großberndten - Großbrüchter - Großenehrich, Stadt - Großfurra - Grüningen 2 - Gundersleben - Hachelbich - Himmelsberg 4 - Hohenebra - Holzengel - Holzsußra - Holzthaleben | - Immenrode - Keula - Kirchengel - Kleinbrüchter - Niederbösa - Niederspier - Niedertopfstedt 5 - Oberbösa - Oberspier - Obertopfstedt 5 - Otterstedt - Rockensußra - Rockstedt | - Rohnstedt - Schernberg - Sondershausen, Stadt - Straußberg - Thalebra - Thüringenhausen - Toba - Trebra - Wasserthaleben - Westgreußen 2 - Wiedermuth - Wolferschwenda - Zaunröden |

## Wirtschaft
Wichtige Betriebe waren unter anderem:
- VEB Kombinat Kali Sondershausen
- VEB Elektroinstallation Sondershausen
- VEB Getreidewirtschaft Ebeleben
- VEB Brauerei Greußen
- VEB Schokoladenfabrik Greussen
- VEB Salamifabrik Greussen

## Verkehr
Für den überregionalen Straßenverkehr wurde das Kreisgebiet durch die F 4 von Nordhausen über Sondershausen nach Erfurt, die F 84 von Ebeleben nach Eisenach und die F 249 von Sondershausen nach Mühlhausen erschlossen.
Dem Eisenbahnverkehr dienten die Strecken Nordhausen–Sondershausen–Erfurt, und die Strecke Bretleben–Sondershausen und Hohenebra–Ebeleben.

## Kfz-Kennzeichen
Den Kraftfahrzeugen (mit Ausnahme der Motorräder) und Anhängern wurden von etwa 1974 bis Ende 1990 dreibuchstabige Unterscheidungszeichen, die mit dem Buchstabenpaar LW begannen, zugewiesen. Die letzte für Motorräder genutzte Kennzeichenserie war LY 15-01 bis LY 50-00.
Die Kfz-Kennzeichen mit zwei Buchstaben und vier Ziffern, welche dem Kreis Sondershausen zugewiesen wurden, waren:
| Sondershausen (SDH)                 |    |       |       |
|                                     |    | von   | bis   |
| KRAD                                | LH | 20-01 | 40-00 |
| KRAD                                | LM | 18-26 | 22-20 |
| KRAD                                | LM | 35-01 | 45-00 |
| KRAD                                | LT | 75-00 | 99-99 |
| KRAD                                | LV | 33-31 | 53-15 |
| KRAD                                | LY | 15-01 | 50-00 |
| PKW                                 | LB | 17-41 | 21-25 |
| PKW                                 | LC | 30-01 | 60-00 |
| PKW                                 | LF | 80-01 | 99-99 |
| PKW                                 | LW | 41-76 | 46-20 |
| PKW                                 | FK | 50-01 | 99-99 |
| PKW                                 | FU | 00-01 | 50-00 |
| LKW, Traktor, Bus, Spezialmaschinen | LG | 61-31 | 80-10 |
| LKW, Traktor, Bus, Spezialmaschinen | LP | 00-01 | 11-90 |
| LKW, Traktor, Bus, Spezialmaschinen | LT | 50-01 | 70-00 |
| LKW, Traktor, Bus, Spezialmaschinen | FA | 50-01 | 99-99 |

Anfang 1991 erhielt der Landkreis das Unterscheidungszeichen SDH. Es wurde bis zum 31. Januar 1995 ausgegeben. Seit dem 29. November 2012 ist es im Kyffhäuserkreis erhältlich.